# Новопрокоповка
Новопроко́повка (укр. Новопрокопівка) — село в Токмакской городской общине Пологовского района Запорожской области Украины.

## Общие сведения
Население по переписи 2001 года составляло 747 человек. Почтовый индекс — 71721. Телефонный код — 06178.

## Географическое положение
Село Новопрокоповка находится на расстоянии в 1 км от села Ильченково и в 2 км от села Работино. По селу протекает пересыхающий ручей с запрудой. Через село проходит автомобильная дорога Т-0408.

## История

### Период Российской империи и СССР
Село было основано в 1820 году, как село Вершинокуркулак (Верхний Куркулак) выходцами из Малой Токмачки.
Несколько десятков семей поселилось в верховье балки Куркулак, назвав свой хутор Вершиной. В 1961 году была объединена с соседним селом Вольвачевка и переименована в село Новопрокоповка.

### Период независимой Украины
До 2020 года орган местного самоуправления — Токмакский городской совет.

### Российское вторжение
Было взято под контроль ВС РФ в марте 2022 года.
23 августа 2023 года, в ходе контрнаступления, ВСУ начали подходить к селу, взяв перед этим Работино.

## Объекты социальной сферы
- Школа.
- Детский сад.
- Дом культуры.
- Больница.